# L'Ennemi public (film, 1957)
Pour les articles homonymes, voir Ennemi public et Babyface.
Pour plus de détails, voir Fiche technique et Distribution.
L'Ennemi public (Baby Face Nelson) est un film américain réalisé par Don Siegel, sorti en 1957.

## Synopsis
« Baby Face » devient un gangster violent et meurtrier lorsqu'il rentre dans la bande de Dillinger. Poursuivi et blessé par la police, il sera tué par son amie Sue Nelson.

## Fiche technique
- Titre : L'Ennemi public
- Titre original : Baby Face Nelson
- Réalisation : Don Siegel
- Scénario : Irving Shulman, Daniel Mainwaring et Robert Adler (non crédité)
- Production : Al Zimbalist pour Fryman-ZS
- Musique : Van Alexander
- Photographie : Hal Mohr
- Montage : Leon Barsha
- Pays d'origine : États-Unis
- Format : Noir et blanc - Mono
- Genre : Biopic, drame, film de gangsters et film noir
- Durée : 85 minutes
- Date de sortie : 10 décembre 1957
- Affiche : André Bertrand (France)

## Distribution
- Mickey Rooney : Baby Face Nelson
- Carolyn Jones : Sue Nelson
- Sir Cedric Hardwicke : Doc Saunders
- Leo Gordon : John Dillinger
- Anthony Caruso : John « Red » Hamilton
- Jack Elam : Fatso Nagel
- Ted De Corsia : Rocca
- Emile Meyer : Mac
- Tom Fadden : le postier Harkins
- Murray Alper : le gardien de banque Alex